# Dziadkowice
Dziadkowice è un comune rurale polacco del distretto di Siemiatycze, nel voivodato della Podlachia.
Ricopre una superficie di 115,71 km² e nel 2004 contava 3 095 abitanti.